# Nokia Asha 200
Il Nokia Asha 200 è un telefono cellulare basico dual SIM della Nokia.
È stato presentato il 26 ottobre 2011, in occasione del Nokia World 2011, insieme ad altri tre modelli della serie Asha: il gemello 201, il 300 e il 303. Rivolto perlopiù per i mercati emergenti, questo terminale è uscito in Italia il 9 gennaio 2012 al prezzo di 99 € per poi aumentare di 259 € nel dicembre 2017. La produzione del modello avviene in India il 6 marzo dello stesso anno.